# Heinz Pollay

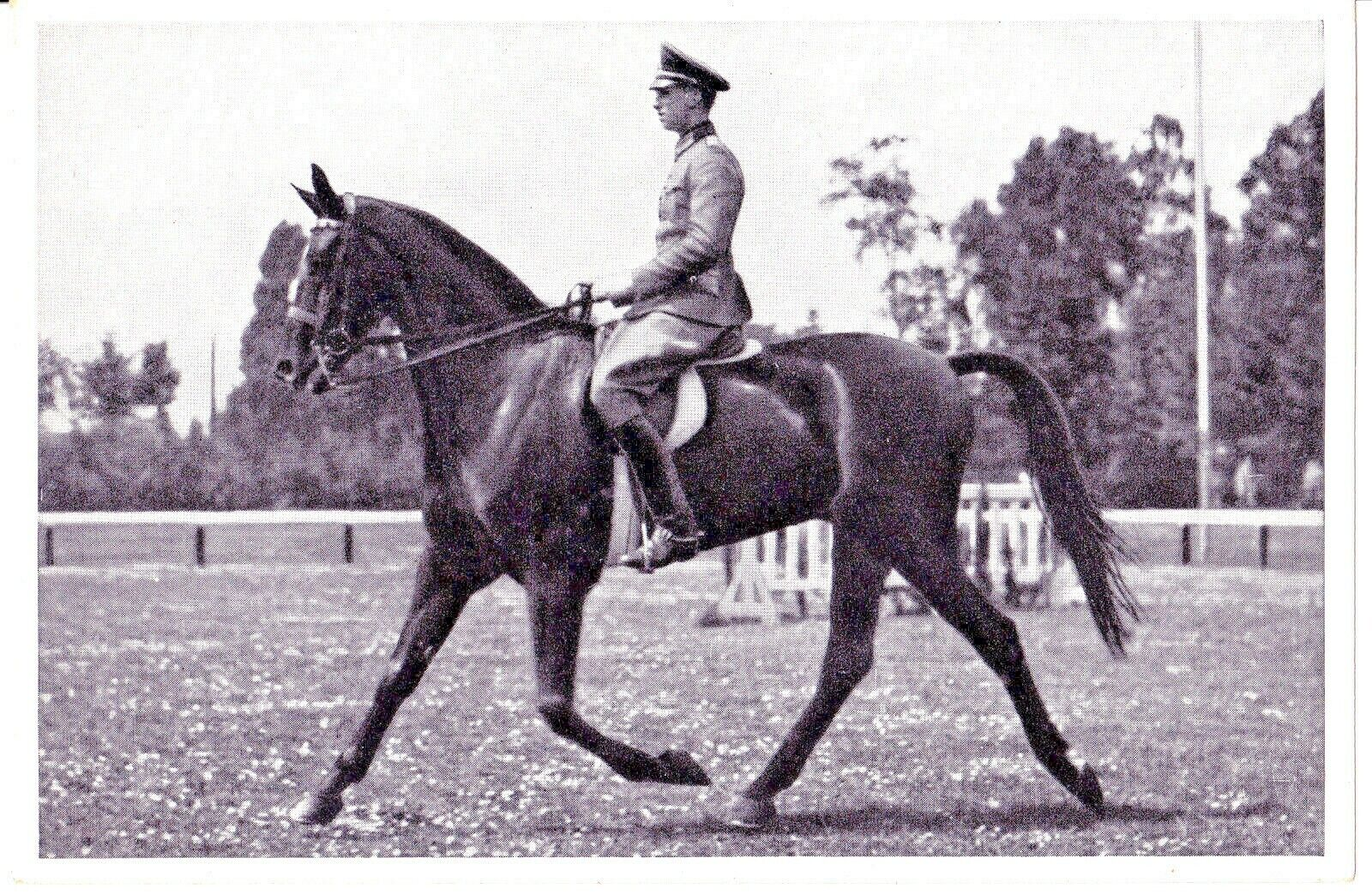
Olympische Sommerspiele 1936: „Sieger im Dressurreiten Oberleutnant Pollay (Deutschland) auf dem Ostpreußen ‚Kronos‘“;
Foto: Max Schirner, Sammelbild Nr. 182; Cigaretten-Bilderdienst Altona-Bahrenfeld

Heinz Pollay oder Heinrich Pollay (* 4. Februar 1908 in Köslin/Pommern; † 14. März 1979 in Brüssel oder München) war ein deutscher Offizier, Dressurreiter und mehrfacher Olympiasieger.

## Leben
Pollay war Sohn eines Kösliner Postamtmannes. Sein Abitur legte er 1926 in Köslin ab und durchlief anschließend eine Reitausbildung bei der Schutzpolizei in Potsdam. 1933 wurde er zum Leutnant ernannt und im Folgejahr 1934 aufgrund seiner Begabung von Otto Lörke als Polizei-Oberleutnant an die Kavallerieschule Hannover geholt.
Nach seinem Eintritt in das Heer der Wehrmacht 1935 erlangte er erste Turniererfolge. Bei den Olympischen Sommerspielen 1936 in Berlin gewann Pollay „auf dem Ausnahmepferd“ Kronos sowohl im Einzel als auch mit der Mannschaft die Goldmedaille im Dressurreiten.
Als Rittmeister galt Pollay, der aufgrund seiner Reiterfolge bevorzugt befördert worden war, bald als einer der besten Dressurreiter Europas, der im In- und Ausland zahlreiche Auszeichnungen und Siege erlangte.
Nach dem Beginn des Zweiten Weltkrieges war Pollay an verschiedenen Fronteinsätzen beteiligt, bevor er 1945 im Rang eines Oberst aus dem Militär ausschied.
In der frühen Nachkriegszeit wurde er 1947 durch Otto Hahn in die Max-Planck-Gesellschaft zur Förderung der Wissenschaften geholt, für die er in München sowie in Göttingen bis 1972 verantwortlich war für Öffentlichkeitsarbeit und Organisation.
In diesem Zeitraum gewann er bei den Olympischen Sommerspielen 1952 in Helsinki im Mannschafts-Dressur-Reiten nochmals eine Bronzemedaille. Im selben Jahr wurde er zum Ehrenbürger der Stadt Göttingen ernannt und mit dem Silbernen Lorbeerblatt des Sports ausgezeichnet. Ebenfalls 1952 verabschiedete er sich aus dem aktiven Wettkampfsport.
Als Kampfrichter vor allem in Niedersachsen und in Nordrhein-Westfalen sowie nach Berufungen ins Ausland – er wurde unter anderem zum Offiziellen Internationalen Dressurrichter durch die FEI gewählt – sowie als Funktionär blieb Pollay zeitlebens dem Reitsport verbunden. Bei der Eröffnungsfeier – der Olympischen Sommerspiele 1972 in München sprach er den Eid für die Kampfrichter und Offiziellen.
Am 30. Oktober 1978 wurde er mit der Verleihung des Verdienstkreuzes am Bande der Bundesrepublik Deutschland geehrt.
Heinz Pollay starb am 14. März 1979 „plötzlich und unerwartet“ in München oder Brüssel, rund 5 Wochen nach Beginn seines 72. Lebensjahres. Er wurde am 21. März des Jahres in Hannover auf dem Stadtfriedhof Engesohde beigesetzt.

## Schriften (Auswahl)
- Es starten ... Weltmeister Hans-Günther Winkler und Fritz Thiedemann ( = Göttinger Jugend-Bände; Fischer-Buch), Göttingen: Fischer, 1956
- Das Reiterabzeichen leicht gemacht und alles zum Thema Reiter-Pass (FN), 3., durchgesehene Auflage, München, Bern, Wien: BLV-Verlagsgesellschaft, 1978, ISBN 978-3-405-11931-7 und ISBN 3-405-11931-6
  - Heinz Pollay (Verf.), Hartmut Erbe (fachl. Bearb.), Ulrik Schramm (Illustr.): Das Reiterabzeichen leicht gemacht, 10. überarbeitete Auflage, München; Wien; Zürich: BLV, 1998, ISBN 978-3-405-15530-8 und ISBN 3-405-15530-4
- Heinz Pollay (Verf.), Selma Brandl, Marlene Baum (Mitarb.): Jugend-Reiterabzeichen. Praxis und Wissen für die Prüfung ( = blv-Sportpraxis, Band 220), München; Wien; Zürich: BLV-Verlagsgesellschaft, 1981, ISBN 978-3-405-12136-5 und ISBN 3-405-12136-1
- Heinz Pollay (Verf.), Ulrik Schramm (Mitarb.), Hartmut Erbe (fachl. Berater): Reitsport von A – Z, 2., überarbeitete Auflage, München; Wien; Zürich: BLV-Verlagsgesellschaft, 1982, ISBN 978-3-405-12651-3 und ISBN 3-405-12651-7